# Canoa/kayak ai Giochi della XXXI Olimpiade - K1 200 metri maschile
La gara di velocità K1, 200 metri, per Rio 2016 si è svolta alla Laguna Rodrigo de Freitas dal 19 al 20 agosto 2016. È stata vinta dal canoista inglese Liam Heath con il tempo di 35.197 secondi.

## Programma
Tutti gli orari sono riferiti al fuso orario di Rio de Janeiro (UTC-3)
| Data                   | Ora        | Round               |
| ---------------------- | ---------- | ------------------- |
| Venerdì 19 agosto 2016 | 9:00 10:07 | Batterie Semifinali |
| Sabato 20 agosto 2016  | 09:00      | Finali              |

## Risultati

### Batterie

#### Batteria 1
| Pos. | Atleta              | Paese      | Tempo  | Note |
| ---- | ------------------- | ---------- | ------ | ---- |
| 1    | Ronald Rauhe        | Germania   | 34.350 | Q    |
| 2    | Manfredi Rizza      | Italia     | 34.726 | Q    |
| 3    | Mark de Jonge       | Canada     | 34.898 | Q    |
| 4    | Aleksejs Rumjancevs | Lettonia   | 35.175 | Q    |
| 5    | César de Cesare     | Ecuador    | 35.216 | Q    |
| 6    | Paweł Kaczmarek     | Polonia    | 35.562 |      |
| 7    | Edson Silva         | Brasile    | 35.665 |      |
| 8    | Alexey Dergunov     | Kazakistan | 36.647 |      |

#### Batteria 2
| Pos. | Atleta               | Paese         | Tempo  | Note |
| ---- | -------------------- | ------------- | ------ | ---- |
| 1    | Maxime Beaumont      | Francia       | 34.322 | Q    |
| 2    | Saúl Craviotto       | Spagna        | 34.694 | Q    |
| 3    | Péter Molnár         | Ungheria      | 35.102 | Q    |
| 4    | Evgenii Lukantsov    | Russia        | 35.245 | Q    |
| 5    | Cho Kwang-hee        | Corea del Sud | 35.402 | Q    |
| 6    | Fidel Antonio Vargas | Cuba          | 35.561 |      |
| 7    | Filip Šváb           | Rep. Ceca     | 35.567 |      |

#### Batteria 3
| Pos. | Atleta            | Paese         | Tempo  | Note |
| ---- | ----------------- | ------------- | ------ | ---- |
| 1    | Liam Heath        | Gran Bretagna | 34.327 | Q    |
| 2    | Stephen Bird      | Australia     | 34.650 | Q    |
| 3    | Marko Novaković   | Serbia        | 34.938 | Q    |
| 4    | Ignas Navakauskas | Lituania      | 35.144 | Q    |
| 5    | Petter Menning    | Svezia        | 35.264 | Q    |
| 6    | Rubén Voisard     | Argentina     | 35.491 | Q    |
| 7    | Karim Elsayed     | Egitto        | 37.294 |      |

#### Semifinale 1
| Pos. | Atleta            | Paese         | Tempo  | Note |
| ---- | ----------------- | ------------- | ------ | ---- |
| 1    | Liam Heath        | Gran Bretagna | 34.076 | FA   |
| 2    | Ronald Rauhe      | Germania      | 34.180 | FA   |
| 3    | Saúl Craviotto    | Spagna        | 34.545 | FA   |
| 4    | Mark de Jonge     | Canada        | 34.775 | FA   |
| 5    | Marko Novaković   | Serbia        | 34.778 | FB   |
| 6    | Petter Menning    | Svezia        | 35.562 | FB   |
| 7    | Evgenii Lukantsov | Russia        | 35.567 | FB   |
| 8    | César de Cesare   | Ecuador       | 35.936 | FB   |

#### Semifinale 2
| Pos. | Atleta              | Paese         | Tempo  | Note |
| ---- | ------------------- | ------------- | ------ | ---- |
| 1    | Maxime Beaumont     | Francia       | 34.398 | FA   |
| 2    | Stephen Bird        | Australia     | 34.584 | FA   |
| 3    | Manfredi Rizza      | Italia        | 34.686 | FA   |
| 4    | Aleksejs Rumjancevs | Lettonia      | 34.722 | FA   |
| 5    | Ignas Navakauskas   | Lituania      | 35.168 | FB   |
| 6    | Péter Molnár        | Ungheria      | 35.207 | FB   |
| 7    | Rubén Voisard       | Argentina     | 35.439 | FB   |
| 8    | Cho Kwang-hee       | Corea del Sud | 35.869 | FB   |

### Finali

#### Finale B
| Pos. | Atleta            | Paese         | Tempo  |
| ---- | ----------------- | ------------- | ------ |
| 9    | Ignas Navakauskas | Lituania      | 37.075 |
| 10   | Petter Menning    | Svezia        | 37.104 |
| 11   | César de Cesare   | Ecuador       | 37.169 |
| 12   | Cho Kwang-hee     | Corea del Sud | 37.265 |
| 13   | Marko Novaković   | Serbia        | 37.415 |
| 14   | Evgenii Lukantsov | Russia        | 37.482 |
| 15   | Péter Molnár      | Ungheria      | 37.896 |
| 16   | Rubén Voisard     | Argentina     | 38.061 |

#### Finale A
| Pos.         | Atleta              | Paese         | Tempo  |
| ------------ | ------------------- | ------------- | ------ |
|              | Liam Heath          | Gran Bretagna | 35.197 |
|              | Maxime Beaumont     | Francia       | 35.362 |
|              | Saúl Craviotto      | Spagna        | 35.662 |
| Ronald Rauhe | Germania            |               | 35.662 |
| 5            | Aleksejs Rumjancevs | Lettonia      | 35.891 |
| 6            | Manfredi Rizza      | Italia        | 36.000 |
| 7            | Mark de Jonge       | Canada        | 36.080 |
| 8            | Stephen Bird        | Australia     | 36.426 |